# Burri-Taka Bolalima
 (février 2025).
 (février 2025).
La mise en forme du texte ne suit pas les recommandations de Wikipédia : il faut le « wikifier ».
Les points d'amélioration suivants sont les cas les plus fréquents. Le détail des points à revoir est peut-être précisé sur la page de discussion.
- Les titres sont pré-formatés par le logiciel. Ils ne sont ni en capitales, ni en gras.
- Le texte ne doit pas être écrit en capitales (les noms de famille non plus), ni en gras, ni en italique, ni en « petit »…
- Le gras n'est utilisé que pour surligner le titre de l'article dans l'introduction, une seule fois.
- L'italique est rarement utilisé : mots en langue étrangère, titres d'œuvres, noms de bateaux, etc.
- Les citations ne sont pas en italique mais en corps de texte normal. Elles sont entourées par des guillemets français : « et ».
- Les listes à puces sont à éviter, des paragraphes rédigés étant largement préférés. Les tableaux sont à réserver à la présentation de données structurées (résultats, etc.).
- Les appels de note de bas de page (petits chiffres en exposant, introduits par l'outil «  Source ») sont à placer entre la fin de phrase et le point final[comme ça].
- Les liens internes (vers d'autres articles de Wikipédia) sont à choisir avec parcimonie. Créez des liens vers des articles approfondissant le sujet. Les termes génériques sans rapport avec le sujet sont à éviter, ainsi que les répétitions de liens vers un même terme.
- Les liens externes sont à placer uniquement dans une section « Liens externes », à la fin de l'article. Ces liens sont à choisir avec parcimonie suivant les règles définies. Si un lien sert de source à l'article, son insertion dans le texte est à faire par les notes de bas de page.
- La présentation des références doit suivre les conventions bibliographiques. Il est recommandé d'utiliser les modèles {{Ouvrage}}, {{Chapitre}}, {{Article}}, {{Lien web}} et/ou {{Bibliographie}}. Le mode d'édition visuel peut mettre en forme automatiquement les références.
- Insérer une infobox (cadre d'informations à droite) n'est pas obligatoire pour parachever la mise en page.

Pour une aide détaillée, merci de consulter Aide:Wikification.
Si vous pensez que ces points ont été résolus, vous pouvez retirer ce bandeau et améliorer la mise en forme d'un autre article.
Burri-Taka Bolalima, né le 19 août 1990 dans la ville de Bamenda au Cameroun est un scenariste, réalisateur, acteur, monteur, écrivain et producteur camerounais.

## Biographie

### Enfance et études
Burri-taka est un cinéaste camerounais dont la passion pour le cinéma s'est manifestée dès son adolescence. À l'âge de 13 ans, en 2003, il découvre un vif intérêt pour la comédie et le cinéma, bien qu'il n'ait pas eu l'opportunité de fréquenter une école de cinéma en raison de contraintes financières. En autodidacte, il apprend les techniques de réalisation cinématographique via Internet et par la pratique. Néanmoins, Burri-taka a poursuivi ses études à l'École Secondaire Presbytérienne (PSS Bafut) au Cameroun de 2001 à 2003, avant de fréquenter le BFF Bern Berufs-, Fach- und Fortbildungsschule en Suisse de 2006 à 2007, puis la BFS Berufsfachschule Verkehrswegbau Sursee en suisse de 2007 à 2010.

### Carrière
En 2007, il fonde Bernwoodfilms, un studio de cinéma indépendant basé à Berne. Parallèlement, il suit une formation en construction routière pendant trois ans, jusqu'en 2010, tout en consacrant ses temps libres au développement de ses compétences en réalisation de films.
En 2012, il écrit et produit le court métrage satirique Bernwood's school of integration, mettant en vedette des étudiants de plus de 30 nationalités différentes. Ce film lui vaut un prix de promotion de la jeunesse du gouvernement suisse en 2013.
Après son rôle dans Nordland, il réalise en 2014 un court métrage intitulé Salvation by works à Bamenda, qui aborde des thèmes chrétiens et reçoit un accueil positif de la communauté locale. Ce projet lui permet de se connecter avec d'autres passionnés de cinéma au Cameroun.
En 2015, Lors de ses descentes régulières au Cameroun, Burri-taka fonde Cameroon cinéma, une maison de production qui offre des programmes et des équipements de production cinématographique aux jeunes cinéastes et acteurs en herbe, leur permettant d'explorer et de développer leur art.
Il réalise en 2020-2021 le long métrage Cutlass, ainsi que des projets tels que Twisted Fate (2025) ; Daughter of a Preacherman et Enoh & Etah, tous deux en post-production, abordant des thèmes de foi, de famille, d'identité, d'amitié et de résilience.
Grâce à sa double carrière qui allie la construction de routes et de ponts cinématographiques, celui-ci finance ses projets de films de manière indépendante et arrive non seulement à soutenir sa passion pour le cinéma, mais aussi a ouvrir des voies littérales et métaphoriques, reliant cultures, idées et publics.
Burri-taka continue de contribuer à l'industrie cinématographique, tant au Cameroun qu'à l'étranger, en soutenant de jeunes talents et en développant des projets qui reflètent la diversité et la richesse de l'expérience humaine.

## Filmographie

### Films
- 2008 : The Director and the Crazy BFF Girls (film de fin d'études) 35 : 00 min[5]
- 2009  : My Diary of the Project Week (documentaire de l'école professionnelle bff de BERNE) 60 : 00 min[5]
- 2010  : BFF Machst[5] !
- 2013  : BUBBA & NATALIA[5]
- 2014 : 20 regeln für sylvie, il joue transvertite[6]
- 2014 : Nordland (road movie tourné en Norvège)[7], il joue Bola[8](90 : 00 min)
- 2015 : Le salut par les œuvres
- 2025 : Twisted Fate produit par Burri-Taka Bolalima[4]

### Courts métrages
- 2007  : Budjet Gum Spot (01 : 00 min)[5]
- 2011  : The Headscarf Girl réalisé par Burri-Taka Bolalima (05 : 00 min)[5]
- 2011  : Décisions[5]
- 2012  : Prufungen im Leben réalisé par Burri-Taka Bolalima (09 : 00 min)[5]
- 2013 : Bernwood's school of integration réalisé par Burri-Taka Bolalima[3](35 min)[5]
- 2013 : Salvation by works réalisé par Burri-Taka Bolalima (35 min)[2]
- 2014  : GIBB Rassismus & Zivilcourage Docu réalisé par Burri-Taka Bolalima (14 min)[2]
- 2017 : World of 2050 réalisé par Burri-Taka Bolalima (5 min)
- 2015 : Le salut par les œuvres réalisé par Burri-Taka Bolalima[2]

### Longs métrages
- 2012 : Jumbo and Jupsia[5]
- 2021 : Cutlass réalisé par Burri-Taka Bolalima[9], il joue Ben[10]

### Théâtres
- 2012  : Practice Paradise réalisé par Burri-Taka Bolalima

### Séries
- 1970-2025 : Tatort, il joue Ayo en 2015[11]
  - 1 300 épisodes[12]

### Discographie
Réalisateur et producteur exclusifs de ces clips musicaux  :
- 2010 : Celebrate d' Ibo Majestro[5]
- 2010 : Verkackt d' Ibo Majestro[5]
- 2011 : Championz Liga - Ds Isch d´Houptstadt[5]
- 2011 : IL mio quinto sensso e mezzo de Valiano[5]
- 2011 : Take a Seat de Bright Diamond[5]

### Distinctions
En 2013, le Court metrage Bernwood's school of integration lui vaut un prix de promotion de la jeunesse du gouvernement suisse.

## Vie priveé
Marié à Juliette burri, Burri-Taka Bolalima est père de 2 enfants et vie depuis lors en Suisse où il travaille comme constructeur de routes et consacre la majeure partie de son temps libre à être père et faire des films.